# Ib Madsen

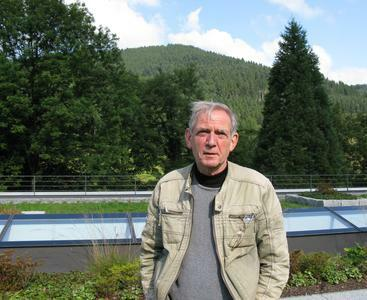
Ib Madsen in Oberwolfach, 2008

Ib Henning Madsen (* 12. April 1942 in Kopenhagen) ist ein dänischer Mathematiker, der sich mit Topologie befasst.
Madsen studierte an der Universität Kopenhagen (Kandidaten-Abschluss 1965) und promovierte 1970 bei Peter May an der University of Chicago. Ab 1971 war er Assistenzprofessor an der Universität Aarhus und ab 1983 Professor. Seit 2008 ist er Professor an der Universität Kopenhagen. Er war unter anderem Gastprofessor an der Universität Chicago (jährlich von 1979 bis 1985), der Stanford University (jährlich 1995 bis 2005), am Institute for Advanced Study (1986/87) und an der Princeton University.
Madsen arbeitete unter anderem über das sphärische Raumproblem (der Frage nach den endlichen Gruppen, die frei auf einer Sphäre operieren). Mit C. Thomas und C. T. C. Wall gab er notwendige und hinreichende Kriterien für die erlaubten Gruppen. Später befasste er sich mit der Topologie von Modulräumen (zum Beispiel von Riemannschen Flächen oder holomorphen Bündeln auf solchen Riemannschen Flächen), die er mit Methoden der algebraischen Topologie untersucht. Mit Michael Weiss gelang ihm (aufbauend auf Arbeiten von Ulrike Tillmann) der Beweis der Mumford-Vermutung (2004) über die algebraische Struktur der Kohomologie des stabilen Modulraums Riemannscher Flächen (bzw. der stabilen Homologie der Abbildungsklassengruppen).
Mit M. Bökstedt, W. C. Hsiang und T. Goodwillie führte er topologische Spur-Methoden in die Algebraische K-Theorie ein und wandte diese in Zusammenarbeit mit seinem Doktoranden Lars Hesselholt an.
1978 war er Gastredner auf dem Internationalen Mathematikerkongress (ICM) in Helsinki (Spherical Space Forms) und er hielt 2006 einen Plenarvortrag auf dem ICM in Madrid (Moduli spaces from a topological viewpoint). 2004 war er Invited Speaker auf dem 4. Europäischen Mathematikerkongress mit Michael Weiss (The stable mapping class group and stable homotopy) und 1992 eingeladener Sprecher auf dem ECM in Paris (The cyclotomic trace in algebraic K-theory). 1998 bis 2000 war er Herausgeber der Acta Mathematica. 1992 erhielt er den Humboldt-Forschungspreis. Er ist Mitglied der Königlich Dänischen Akademie der Wissenschaften (seit 1978), der schwedischen (seit 1998) und der Norwegischen Akademie der Wissenschaften (seit 2000). 1996 bis 2000 war er im wissenschaftlichen Beirat des Max-Planck-Institut für Mathematik in Bonn. 1997 stand er dem dänischen nationalen Komitee für Mathematik vor, dessen Mitglied er 1995 bis 2006 war. 2012 erhielt er den Ostrowski-Preis. Er ist Fellow der American Mathematical Society. 2015 wurde Madsen in die Academia Europaea gewählt.
Madsen ist verheiratet und hat zwei Kinder.

## Schriften
- mit R. James Milgram: Classifying spaces for surgery and cobordism of manifolds (= Annals of Mathematics Studies. 92). Princeton University Press, Princeton NJ 1979, ISBN 0-691-08225-1.
- Spherical space forms. In: Olli Lehto (Hrsg.): Proceedings of the International Congress of Mathematicians, Helsinki 1978. Band 1. Academia Scientiarum Fennica, Helsinki 1980, S. 475–479.
- mit Marcel Bökstedt, Wu C. Hsiang: The cyclotomic trace and algebraic {\displaystyle K}-theory of spaces. In: Inventiones Mathematicae. Bd.  111, Nr. 3, 1993, S. 465–539.
- mit Jørgen Tornehave: From Calculus to Cohomology. De Rham Cohomology and Characteristic Classes. Cambridge University Press, Cambridge u. a. 1997, ISBN 0-521-58059-5.
- mit Lars Hesselholt: On the {\displaystyle K}-theory of local fields. In: Annals of Mathematics. Serie 2, Bd. 158, Nr. 1, 2003, S. 1–113, JSTOR:3597154.
- mit Michael Weiss: The stable moduli space of Riemann surfaces: Mumford's conjecture. In: Annals of Mathematics. Serie 2, Bd. 165, Nr. 3, 2007, S. 843–941, JSTOR:20160047.
- mit Søren Galatius, Ulrike Tillmann, Michael Weiss: The homotopy type of the cobordism category. In: Acta Mathematica. Bd. 202, Nr. 2, 2009, S. 195–239, (online).

## Verweise
1. ↑  außer der Identität lässt kein Gruppenelement einen Punkt invariant
2. ↑  Madsen, Weiss: The stable moduli space of Riemann surfaces: Mumford's conjecture. In: Annals of Mathematics. Serie 2, Bd. 165, Nr. 3, 2007, S. 843–941.

| Personendaten    | Personendaten          |
| ---------------- | ---------------------- |
| NAME             | Madsen, Ib             |
| ALTERNATIVNAMEN  | Madsen, Ib Henning     |
| KURZBESCHREIBUNG | dänischer Mathematiker |
| GEBURTSDATUM     | 12. April 1942         |
| GEBURTSORT       | Kopenhagen             |